# Max Dessoir
Max Dessoir (Berlim, 8 de fevereiro de 1867 — Königstein im Taunus, 19 de julho de 1947) foi um filósofo, psicólogo e teórico da estética alemão.
Em 1889 doutorou-se em filosofia na Universidade de Berlim, com a tese ''Karl Philipp Moritz als Aesthetiker. Três anos depois, formou-se em medicina em Würzburg. Tornou-se professor assistente da Universidade de Berlim em 1897 e professor titular em 1920. No ano de 1906 fundou a Revista de estética e ciência da arte em geral, que editou por muitos anos. Em 1909 organizou e dirigiu a Gesellschaft für Asthetik und Algemeine Kunstwissenschaft (Sociedade de estética e ciência das artes em geral). Com o advento do nazismo em 1933, Dessoir passou a enfrentar dificuldades e frustrações que culminaram com o Ministro da Propaganda, Goebbels, proibindo-o de ensinar, de falar em público e de publicar. Em 1943, Dessoir e sua esposa deixam Berlim, indo para Bad Nauheim.
A posição filosófica de Dessoir é a de um idealista crítico neokantiano, humanizado e enriquecido por grandes e detalhados conhecimentos da psicologia e das artes. Interessou-se pela parapsicologia, tratando-a de modo liberal e sem preconceitos.
Considerando o campo abarcado pela estética, entendido como todo o reino dos objetos, atitudes e categorias estéticas, inclui objetos naturais e também certos aspectos das estruturas intelectuais e sociais. Esse campo não se restringe às artes, mas estas, por seu lado, apesar de limitadas em extensão, seriam as mais ricas em conteúdo e relevância, tendo suas raízes e frutos em diversos aspectos da natureza física, intelectual, social e religiosa do homem. A função suprema e moral da arte seria mostrar que o interno e o externo, o terreno e o divino, em última instância, constituiriam uma só realidade.